# Ivo Nakić
Ivo Nakić (Fiume, 26 maggio 1966) è un ex cestista jugoslavo, dal 1991 croato.
È il padre di Mario Nakić.

## Palmarès
- YUBA liga: 4

Cibona Zagabria: 1983-84, 1984-85
Partizan Belgrado: 1986-87, 1991-92
- Coppa di Jugoslavia: 4

Cibona Zagabria: 1985, 1986
Partizan Belgrado: 1989, 1992
- Campionato croato: 1

Cibona Zagabria: 1992-93
- Coppa dei Campioni: 3

Cibona Zagabria: 1984-85, 1985-86
Partizan Belgrado: 1991-92
- Coppa Korać: 1

Partizan Belgrado: 1988-89